# Capitalismo creativo
Il capitalismo creativo (creative capitalism) è un'espressione coniata da Bill Gates, fondatore di Microsoft, in occasione dell'edizione 2008 del Forum Economico Mondiale di Davos.
Per capitalismo creativo, Bill Gates intende un nuovo approccio che le aziende dovrebbero adottare per sfruttare tecnologie e prodotti non solo in base alla logica del profitto, ma anche per migliorare la qualità della vita dell'uomo e per portare sviluppo e benessere non solo nelle aree più ricche del mondo, come è avvenuto finora, ma anche nelle aree più povere e svantaggiate del mondo.